# Claviger piochardi
Claviger piochardi – chrząszcz z rodziny kusakowatych, podrodziny Pselaphinae.

## Występowanie
Występuje we Francji, Portugalii i Hiszpanii.

## Podgatunki
- Claviger piochardi brucki Saulcy 1874
- Claviger piochardi piochardi Saulcy, 1874